# Loch Broom

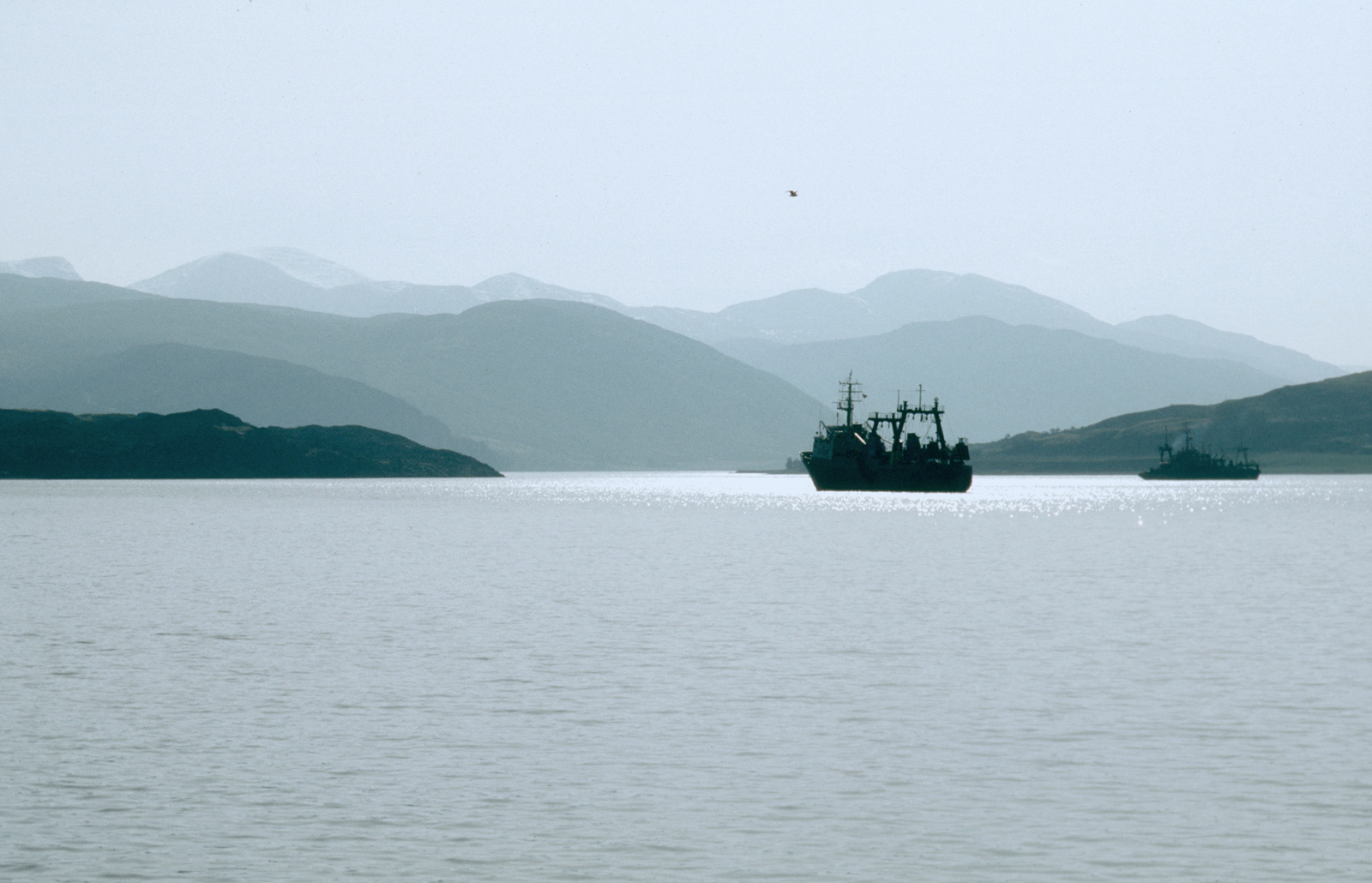
Loch Broom

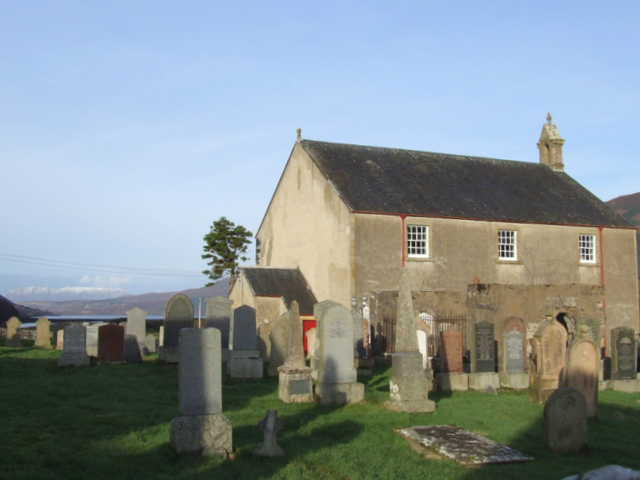
Loch Broom parochiekerk op Clachan.

Loch Broom (Schots-Gaelisch: Loch Bhraoin) is een inham aan de westkust van Schotland. Ullapool, een klein stadje, ligt op de oostelijke oever van Loch Broom en de Summer Isles in het noordelijk gedeelte van het loch.
Ten zuiden van Loch Broom ligt een kleinere inham met de naam Little Loch Broom.

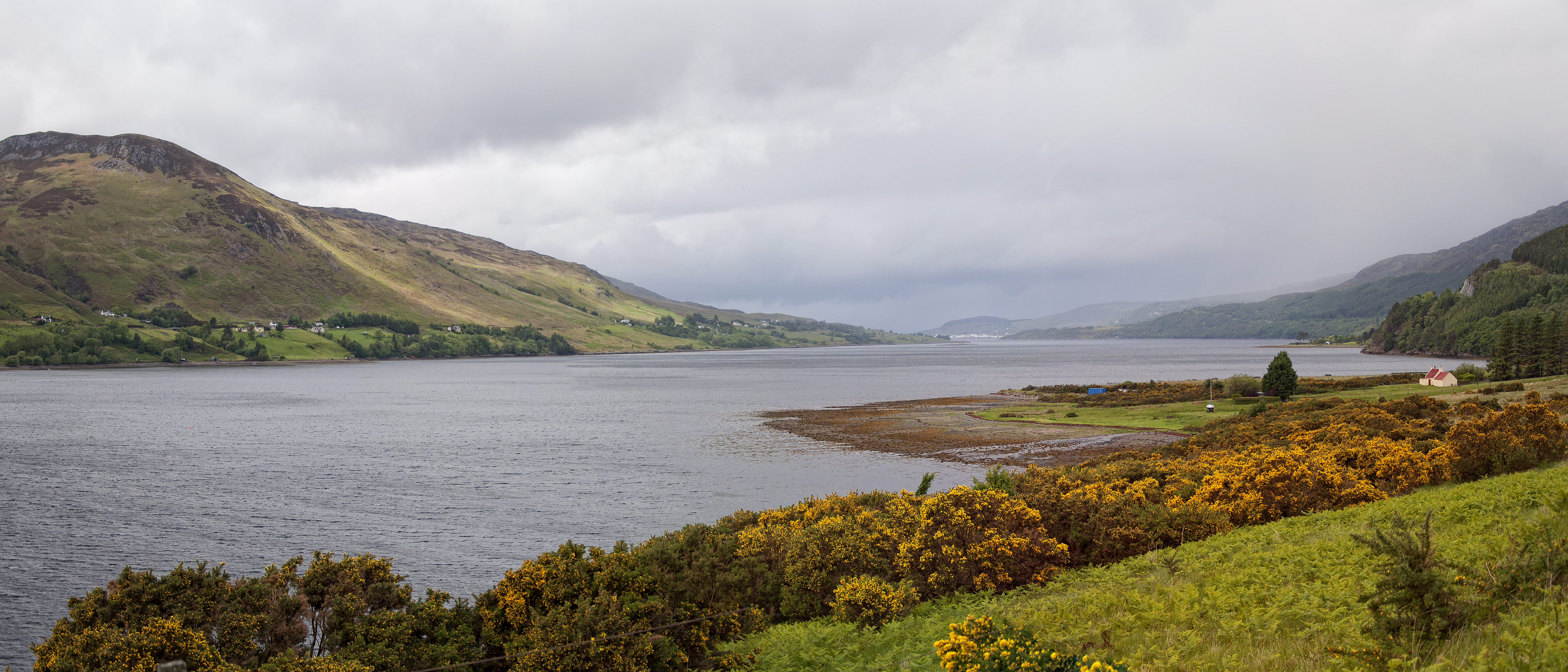
Loch Broom met Ullapool in de achtergrond